# Archives de la ville de Neuchâtel
Ne doit pas être confondu avec Archives de l'État de Neuchâtel.
Les Archives de la Ville de Neuchâtel (AVN), aussi appelées Archives communales, sont les archives de la ville de Neuchâtel, dans le canton de Neuchâtel, en Suisse.

## Historique et organisation interne
Les Archives de la Ville ont connu deux catastrophes qui les ont largement détruites : l'incendie de la ville, en 1450, et la violente crue de la rivière du Seyon en 1579. Plusieurs séries et documents ont cependant survécu à ces événements, tels que les registres de comptes, dits de la Bourserie.
Dès 1790, les archives sont conservées dans le nouvel Hôtel de Ville, notamment dans des coffres situés derrière les boiseries, coffres qui ont été retrouvés lors de la dernière rénovation de l'édifice, en 2016,. À l'occasion de ce déménagement dans ces nouveaux locaux, Samuel de Chambrier rédige un nouvel inventaire complet des archives, entre 1790 et 1795, qui sert toujours de base pour les archives d'Ancien Régime.
Les archives sont ensuite conservées dans les caves de l'hôtel communal, jusqu'à ce que le conservateur du musée d'histoire, Jean-Pierre Jelmini, s'y intéresse, au début des années 1970. Les archives font alors l'objet d'interventions inquiètes au Conseil général. Dès 1976, la Ville transfert ses archives dans un local spécialement aménagé au sous-sol du Musée d'art et d'histoire et crée un véritable service d'archives,.
Depuis 2003 les AVN ont leur siège aux Galeries de l'histoire,, qui est également une annexe du Musée d'art et d'histoire, considérée comme bien culturel d'importance nationale sis derrière l'Hôtel DuPeyrou. Depuis 2006, elles sont rattachées à la chancellerie de la ville.
Elles ont été dirigées par Jean-Pierre Jelmini (1972-2000), Olivier Girardbille (2002-2022), et Grégoire Oguey (2023-).

## Collections conservées
Elles conservent des documents concernant l'histoire de la Ville de Neuchâtel depuis le XIIIe siècle jusqu'à nos jours. En plus des documents produits par l'administration communale, elle gère des fonds issus de familles, associations et entreprises locales, en particulier les archives de l'entreprise Suchard-Tobler.
Pour ce qui est des archives publiques, on y trouve les archives de la commune de Neuchâtel, celles de l'ancienne commune de La Coudre (fusion en 1930 avec Neuchâtel), ainsi que celles des anciennes communes de Corcelles-Cormondrèche, Peseux et Valangin (fusion en 2021 avec Neuchâtel).
Les inventaires sont disponibles en ligne, à compléter par les instruments de recherche à disposition en salle de lecture.